# The Big Bang Theory
 Denne artikel omhandler tv-serien. For den videnskabelige teori se, Big Bang.
Big Bang Theory (originaltitel: The Big Bang Theory) er en amerikansk sitcom, skabt og produceret af Chuck Lorre og Bill Prady. Første afsnit blev sendt den 24. september 2007 på CBS. I Danmark sendes serien på Kanal 5.
Serien omhandler to unge, nørdede, mandlige Caltech-fysikere i 30'erne. Den ene er eksperimentalfysiker (Leonard), den anden er teoretisk fysiker (Sheldon). De bor sammen i en lejlighed overfor en ung, køn blondine (Penny), der arbejder som servitrice, men som har en drøm om at blive skuespiller. Faste deltagere i serien er Leonard og Sheldons to venner Howard og Rajesh samt Howards kæreste Bernadette (fra sæson 4) og Sheldons veninde Amy (fra sæson 4). Serien blev sendt igennem 12 sæsoner, hvorefter skaberne af serien besluttede at afslutte.

## Medvirkende

### Hovedpersoner
- Leonard Hofstadter (spillet af Johnny Galecki): Leonard, der har en ph.d.-grad i eksperimentalfysik, deler en lejlighed med sin kollega og ven Sheldon Cooper. Er forelsket i naboen Penny.

- Sheldon Cooper (spillet af Jim Parsons): Kommer oprindeligt fra Texas, og er seriens vidunderbarn, der startede på universitetet som 12-årig. Han har en kandidatgrad, to ph.d.-grader og en doktorgrad. Han har desuden en intelligenskvotient på 187 (påstår at den ikke kan måles med almindelige IK-metoder). Han udviser typiske symptomer på Aspergers syndrom, dog uden at det er blevet diagnosticeret, idet han har brug for at leve efter faste rutiner, har svært ved at forstå ironi, sarkasme og humor, og har ringe sociale egenskaber. Deler lejlighed med kollegaen Leonard Hofstadter.

- Penny (spillet af Kaley Cuoco): Arbejder som servitrice på en lokal restaurant, men i virkeligheden drømmer hun om at blive skuespiller. Hun voksede op på en gård i Omaha,Nebraska, og hun er seriens eneste hovedperson, hvis efternavn ikke er kendt.

- Howard Wolowitz (spillet af Simon Helberg): Har en kandidatgrad i ingeniørvidenskab fra MIT og arbejder med at udvikle udstyr til Den Internationale Rumstation, blandt andet rumstationens toilet. Er jøde, bor hos sin mor, og tror selv han er en rigtig playboy, omend hans held med det modsatte køn er noget begrænset. Han har dog i de senere sæsoner fundet en kæreste (og senere hustru) i Bernadette.

- Rajesh Koothrappali (spillet af Kunal Nayyar): Kommer oprindeligt fra Indien og har en ph.d. i astrofysik. Er meget genert i nærheden af kvinder og kunne tidligere ikke tale, hvis han var i nærheden af en køn kvinde uden indtagelse af alkohol, eller troen på at det var indtaget. I afslutningsepisoden af sæson 6 overkom han imidlertid denne barriere, og har været i stand til at tale med kvinder siden. Han henviser ofte til de barske vilkår han kommer fra, men virkeligheden er, at hans far er gynækolog og har en Bentley.

- Bernadette Rostenkowski (spillet af Melissa Rauch): Servitrice og kollega til Penny, mens hun studerer mikrobiologi. Bernadette bliver introduceret for Howard af Penny og begynder senere at date ham. De er nu gift.

- Amy Farrah Fowler (spillet af Mayim Bialik): Raj og Howard mødte Amy på et dating-website ved at oprette en falsk profil for Sheldon. Hun har siden vist sig at være den kvindelige pendant til Sheldon. Amy og Sheldon bliver sidenhen venner pga. deres fælles interesser og neuroser. Sheldon insisterede længe på at de kun var venner, men har siden accepteret at de er kærester.

### Øvrige medvirkende
- Sara Gilbert som Leslie Winkle
- Kevin Sussman som Stuart Bloom
- John Ross Bowie som Barry Kripke
- Carol Ann Susi som stemmen til Ms. Wolowitz, Howards mor
- Laurie Metcalf som Mary Cooper, Sheldons mor
- Christine Baranski som Beverly Hofstadter, Leonards mor
- Brian George som Dr. V.M. Koothrappali, Rajs far

Desuden medvirker en række gæsteoptrædener og -skuespillere f.eks.
- Wil Wheaton som sig selv
- Stephen Hawking som sig selv
- LeVar Burton som sig selv
- Bob Newhart som Arthur Jeffries
- Michael Massimino som sig selv
- George Smoot som sig selv

## Priser og nomineringer
I august 2009 vandt serien to TCA Awards, og serien var desuden nomineret til otte Emmy-priser, som blev uddelt i september 2009, dog uden at vinde en. I 2010 blev serien nomineret til 5 Emmy-priser, hvoraf den vandt en for Jim Parsons rolle. I 2011 vandt Parsons også en Golden Globe for samme rolle.[kilde mangler]